# Золотий м'яч ФІФА

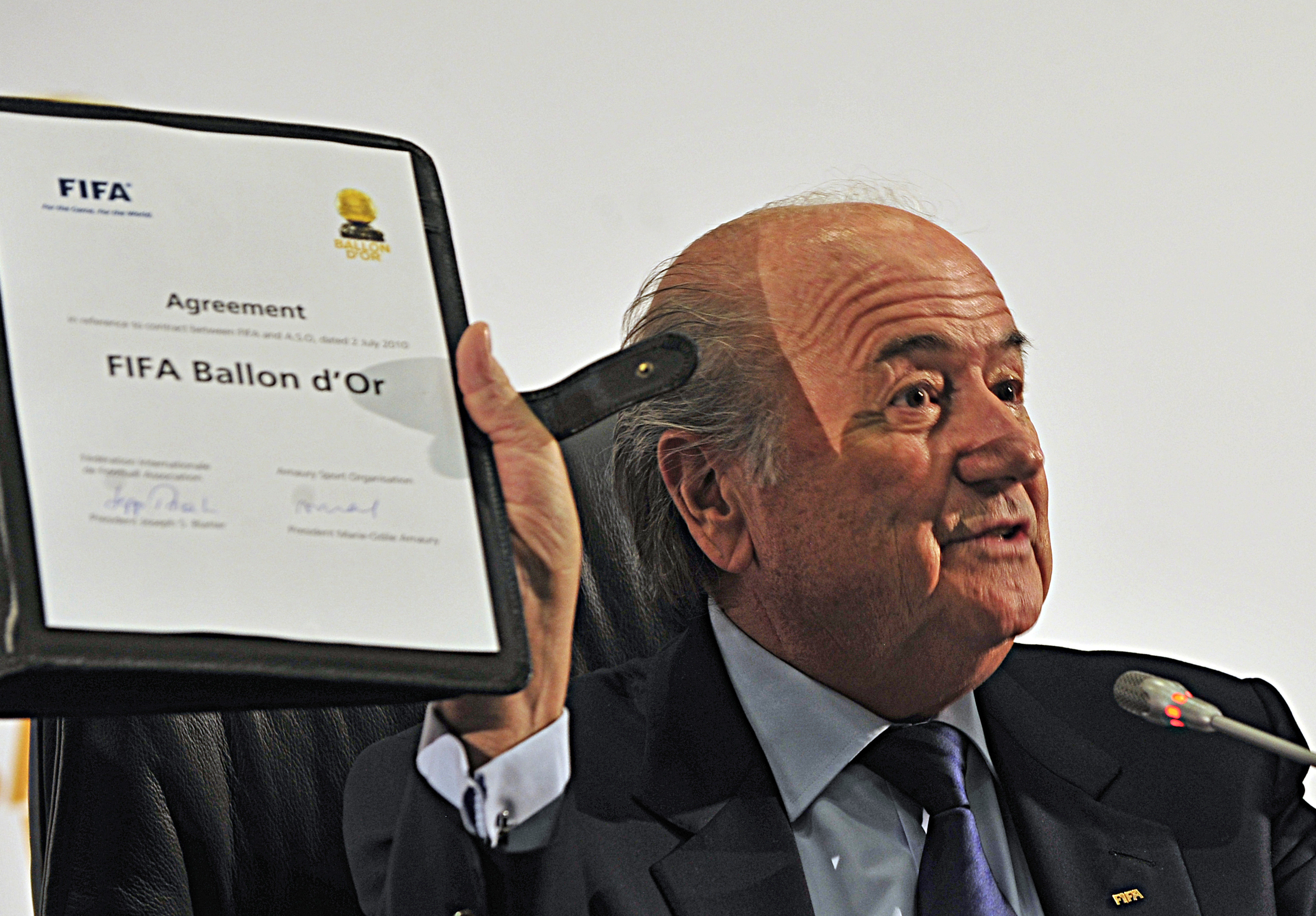
Зепп Блаттер демонструє угоду про заснування нагороди «Золотий м'яч ФІФА» в Йоганнесбурзі в липні 2010 року

Золоти́й м'яч ФІФА (фр. FIFA Ballon d'Or) — щорічна футбольна нагорода, яку вручали найкращому футболістові минулого календарного року. Нею нагороджували футболіста, який набрав найбільшу кількість голосів тренерів та капітанів національних збірних, а також журналістів з усього світу.
Нагорода була заснована у 2010 році після злиття «Золотого м'яча» France Football та «Гравця року ФІФА». У 2010–2012 та 2015 роках володарем трофею ставав Ліонель Мессі. Переможцем опитування у 2013 та 2014 роках ставав Кріштіану Роналду.
 Також у 2010 році вперше була вручена нагорода найкращому тренеру: її володарем став Жозе Моурінью. 2015 року найкращим тренером року став Луїс Енріке.
У вересні 2016 року ФІФА та «France Football», після тривалих переговорів оголосили про припинення співпраці при врученні щорічної премії найкращому футболісту світу. Таким чином, після шести років співпраці Золотий м'яч ФІФА 2015 став останньою спільною нагородою. Починаючи з 2016 року, «France Football» та ФІФА окремо вручають «Золотий м'яч» та «Нагороди ФІФА для найкращих» (The Best FIFA Football Awards).

## Історія
Історично провідними індивідуальними нагородами в асоціаційному футболі були «Золотий м’яч» і нагорода року ФІФА. Оригінальний «Золотий м'яч», також знаний як нагорода «Футболіст року в Європі», присуджує французьке видання France Football з 1956 року. Нагороду «Найкращий гравець року ФІФА» вручає ФІФА, керівний орган цього виду спорту з 1991 року.  

## Переможці

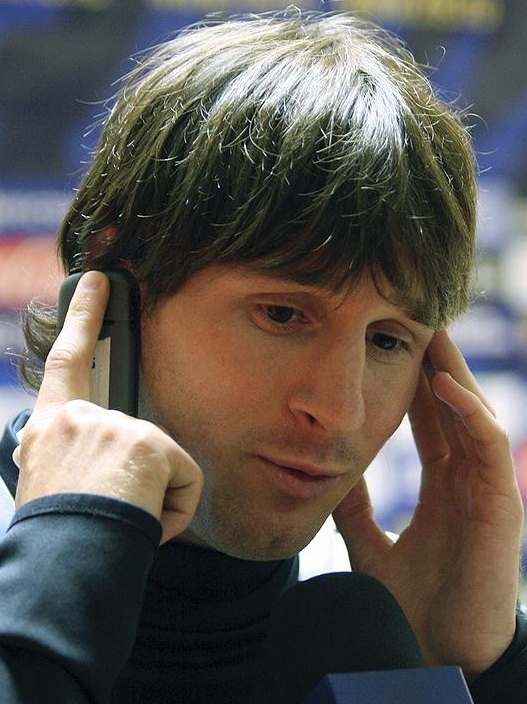
Ліонель Мессі — чотириразовий володар трофею

| Рік  | Місце             | Гравець    | Країна      | Клуб | Очки    | Відсотки |
| ---- | ----------------- | ---------- | ----------- | ---- | ------- | -------- |
| 2010 |                   |            |             |      |         |          |
| 1    | Ліонель Мессі     | Аргентина  | Барселона   | 848  | 22,65 % |          |
| 2    | Андрес Іньєста    | Іспанія    | Барселона   | 674  | 17,36 % |          |
| 3    | Хаві Ернандес     | Іспанія    | Барселона   | 639  | 16,48 % |          |
| 2011 |                   |            |             |      |         |          |
| 1    | Ліонель Мессі     | Аргентина  | Барселона   |      | 47,88 % |          |
| 2    | Кріштіану Роналду | Португалія | Реал Мадрид |      | 21,60 % |          |
| 3    | Хаві Ернандес     | Іспанія    | Барселона   |      | 9,23 %  |          |
| 2012 |                   |            |             |      |         |          |
| 1    | Ліонель Мессі     | Аргентина  | Барселона   |      | 41,60 % |          |
| 2    | Кріштіану Роналду | Португалія | Реал Мадрид |      | 23,68 % |          |
| 3    | Андрес Іньєста    | Іспанія    | Барселона   |      | 10,91 % |          |
| 2013 |                   |            |             |      |         |          |
| 1    | Кріштіану Роналду | Португалія | Реал Мадрид |      | 27,99 % |          |
| 2    | Ліонель Мессі     | Аргентина  | Барселона   |      | 24,72 % |          |
| 3    | Франк Рібері      | Франція    | Баварія     |      | 23,36 % |          |
| 2014 |                   |            |             |      |         |          |
| 1    | Кріштіану Роналду | Португалія | Реал Мадрид |      | 37,66 % |          |
| 2    | Ліонель Мессі     | Аргентина  | Барселона   |      | 15,76 % |          |
| 3    | Мануель Ноєр      | Німеччина  | Баварія     |      | 15,72 % |          |
| 2015 |                   |            |             |      |         |          |
| 1    | Ліонель Мессі     | Аргентина  | Барселона   |      | 41,33 % |          |
| 2    | Кріштіану Роналду | Португалія | Реал Мадрид |      | 27,76 % |          |
| 3    | Неймар            | Бразилія   | Барселона   |      | 7,86 %  |          |

### Переможці
| Гравець           | К-ть перемог | Роки                   |
| ----------------- | ------------ | ---------------------- |
| Ліонель Мессі     | 4            | 2010, 2011, 2012, 2015 |
| Кріштіану Роналду | 2            | 2013, 2014             |

### Переможці за країнами
| Країна     | Гравець | К-ть перемог |
| ---------- | ------- | ------------ |
| Аргентина  | 1       | 4            |
| Португалія | 1       | 2            |

### Переможці за клубами
| Клуб        | Гравець | К-ть перемог |
| ----------- | ------- | ------------ |
| Барселона   | 1       | 4            |
| Реал Мадрид | 1       | 2            |